# Herman Funkquist
Herman Petter Anton Funkqvist, född 15 augusti 1870 i Mönsterås, död 1 januari 1952 i Ängelholm, var en svensk agronom. Han var far till Georg Funkquist och farbror till Anders Funkquist. 
Funkquist avlade studentexamen 1890, avlade examen vid Ultuna lantbruksinstitut 1894 och vid Alnarps högre mejeriskola 1895. Han blev filosofie kandidat vid Uppsala universitet 1910, filosofie licentiat vid Lunds universitet 1917 och filosofie doktor 1926 på avhandlingen Asaphusregionens omfattning i s.ö Skåne och på Bornholm. Han var länsagronom i Uppsala län 1895–1908, tillförordnad lektor i husdjurslära vid Ultuna 1902–1905 och blev 1911 lektor och var 1917–1935 professor i husdjurslära vid Alnarps lantbruksinstitut. Åren 1908–1910 var han godsförvaltare vid Sandbro.
Funkquist var även medarbetare i Svensk Uppslagsbok under signaturen H.Fqt.
Funkquist var vice ordförande i Uppsala läns premieringsnämnd för nötboskap 1896–1909 och i Malmöhus län 1913–1919 och 1928–1937, i premieringsnämnden för mindre jordbruk i Uppsala län 1902–1908, sekreterare och konsulent hos Avelsföreningen för rödbrokig svensk boskap 1897–1912, sekreterare i Uppsala lantbruksklubb 1896–1908, sekreterare och vice ordförande i Uppsala läns fjäderfäavelsförening 1903–1909, ledamot av avelscenternämnden för ayrshirerasen i Sverige 1913–1930, sekreterare i Avelsföreningen för svensk låglandsboskap från 1913, ordförande i Sveriges kaninavelsföreningars centralförbund 1919–1930, vice ordförande i Svensk svinavelsförening 1910–1930, ordförande där 1930–1938, redaktör för riksstamboken 1916–1934, hedersledamot i Uppsala läns småbrukareförening, i Avelsföreningen för svensk rödbrokig boskap och i Svensk svinavelsförening. Han blev ledamot av Lantbruksakademien 1914, av Fysiografiska sällskapet i Lund 1922 och hedersdoktor vid Berlins universitet 1936. 
Utöver nedanstående skrifter översatte Funkquist Max Maerckers "Utfodringslära" (tillsammans med E. Åhlén, 1904) samt författade broschyrer samt uppsatser huvudsakligen i husdjurslära i lantbrukspressen och i olika uppslagsverk. Funkquist är begravd på Ängelholms kyrkogård.